# Eurovision Dance Contest 2007
Der 1. Eurovision Dance Contest fand am 1. September 2007 in London, Vereinigtes Königreich statt. Katja Koukkula und Jussi Väänänen gewannen den Wettbewerb für Finnland. 

## Austragungsort
Die BBC gab bekannt, dass der Wettbewerb im BBC Television Centre in London in England stattfinden wird.
Die BBC war für die Ausrichtung zuständig, es handelte sich um die zweite Austragung eines Eurovision-Events im Vereinigten Königreich und in England seit dem Eurovision Young Dancers 2001 in Manchester und die erste Austragung eines Eurovision-Events in London seit dem Eurovision Song Contest 1977 im Wembley Conference Centre.

## Teilnehmer

### Länder
Insgesamt bestätigten 16 Länder ihre Teilnahme und somit ihr Debüt beim Wettbewerb 2007.

### Nationale Vorentscheidungen
| Land                   | Vorentscheidung                  |
| ---------------------- | -------------------------------- |
| Dänemark               | Dansk Danse Grand Prix           |
| Deutschland            | Großen Sommerfest der Volksmusik |
| Finnland               | nationaler Vorentscheid          |
| Griechenland           | interne Auswahl                  |
| Irland                 | Celebrity Jigs and Reels         |
| Litauen                | nationaler Vorentscheid          |
| Niederlande            | nationaler Vorentscheid          |
| Österreich             | interne Auswahl                  |
| Polen                  | Taniec z gwiazdami               |
| Portugal               | interne Auswahl                  |
| Russland               | interne Auswahl                  |
| Schweden               | Let’s Dance/interne Auswahl      |
| Schweiz                | interne Auswahl                  |
| Spanien                | Mira quien baila a Eurovision    |
| Ukraine                | nationaler Vorentscheid          |
| Vereinigtes Königreich | interne Auswahl                  |

## Finale
Das Finale fand am 1. September 2007 im BBC Television Centre in London statt. Katja Koukkula und Jussi Väänänen gewannen den Wettbewerb für Finnland. 
| Platz | Startnr. | Land                   | Tanzpaar            | Tanzpaar                | Tänze                                                                                    | Tänze                                                                                | Punkte |
| Platz | Startnr. | Land                   | Tanzpaar            | Tanzpaar                | 1. Tanz (Lied – Interpret)                                                               | 2. Tanz (Lied – Interpret)                                                           | Punkte |
| Platz | Startnr. | Land                   | Tänzerin            | Tänzer                  | 1. Tanz (Lied – Interpret)                                                               | 2. Tanz (Lied – Interpret)                                                           | Punkte |
| ----- | -------- | ---------------------- | ------------------- | ----------------------- | ---------------------------------------------------------------------------------------- | ------------------------------------------------------------------------------------ | ------ |
| 1.    | 16       | Finnland               | Katja Koukkula      | Jussi Väänänen          | Rumba (All in Love Is Far – Carmen McRae)                                                | Paso Doble (The Unforgiven – Apocalyptica)                                           | 132    |
| 2.    | 14       | Ukraine                | Yulia Okropiridze   | Illya Sydorenko         | Quickstep (Istanbul – Mona Lisas Lächeln)                                                | Showtanz (Hop-cja – Oleh Skrypka)                                                    | 121    |
| 3.    | 10       | Irland                 | Nicola Byrne        | Mick Donegan            | Jive (Why Do Fools Fall in Love – Frankie Lymon & The Teenagers)                         | Fandango, Irish Dance                                                                | 095    |
| 4.    | 11       | Polen                  | Katarzyna Cichopek  | Marcin Hakiel           | Cha-Cha-Cha (Sway – Michael Bublé)                                                       | Rumba, Samba (Private Emotion; She Bangs – Ricky Martin)                             | 084    |
| 5.    | 5        | Österreich             | Kelly Kainz         | Andy Kainz              | Jive (Boogie Woogie Bugle Boy – Chor & Stars Orchestra)                                  | Paso Doble (The Black Pearl – Stars Orchestra)                                       | 074    |
| 5.    | 13       | Portugal               | Sónia Araújo        | Ricardo Silva           | Jive (Hanky Ranky – Madonna)                                                             | Tango (Libertango – Astor Piazzolla)                                                 | 074    |
| 7.    | 2        | Russland               | Maria Sittel        | Vladislav Borodinov     | Rumba (Balkonszene aus Romeo & Julia – Nellee Hooper)                                    | Paso Doble (Zyganski Tanez – Andrei Petrow)                                          | 072    |
| 8.    | 6        | Deutschland            | Wolke Hegenbarth    | Oliver Seefeldt         | Samba (Lady Marmalade (Thunderpuss Radio Mix) – Christina Aguilera, Lil’ Kim, Mýa, Pink) | Exhibition Dance (Total Eclipse of the Heart; Holding Out for a Hero – Bonnie Tyler) | 059    |
| 9.    | 12       | Dänemark               | Mette Elkjær        | David Jørgensen         | Rumba (Love Fool – Olivia)                                                               | Showtanz (Lovestoned; I Think She Knows – Justin Timberlake)                         | 038    |
| 9.    | 9        | Spanien                | Amagoya Benlloch    | Abraham M. Fernandez    | Cha-Cha-Cha (Baila Morena – Zucchero)                                                    | Paso Doble (Freestyle Paso Doble – El Gato Montes)                                   | 038    |
| 11.   | 8        | Litauen                | Gabrielė Valiukaitė | Gintaras Svistunavičius | Paso Doble (Carmen – Georges Bizet)                                                      | Polka (Lithuanian Polka – Linksmoji seklycia; Cuban Pete – Die Maske Soundtrack)     | 035    |
| 12.   | 3        | Niederlande            | Alexandra Matteman  | Redmond Valk            | Cha-Cha-Cha (Sexbomb – Tom Jones)                                                        | Freestyle (Will You Still Love Me Tomorrow? – Amy Winehouse)                         | 034    |
| 13.   | 7        | Griechenland           | Ourania Kolliou     | Spyros Pavlidis         | Jive (Everybody Needs Somebody to Love – Blues Brothers Soundtrack)                      | Sirtaki (Freestyle Syrtaki – Zorba the Greek)                                        | 031    |
| 14.   | 15       | Schweden               | Cecilia Ehrling     | Martin Lidberg          | Paso Doble (The Final Countdown – Europe)                                                | Disco Fusion (Disco Inferno – The Trammps)                                           | 023    |
| 15.   | 4        | Vereinigtes Königreich | Camilla Dallerup    | Brendan Cole            | Rumba (Barbra Streisand)                                                                 | Freestyle (Medley: James Bond Theme – Moby; Diamonds Are Forever – Shirley Bassey)   | 018    |
| 16.   | 1        | Schweiz                | Denise Biellmann    | Sven Ninnemann          | Paso Doble (Malagueña – Catherine Valente & 101 Strings)                                 | Swing (Feeling Good – Michael Bublé)                                                 | 000    |

### Punktetafel
In der folgenden Tabelle sind die Punkte des Televotings dargestellt. Griechenland (Türkis hinterlegt) strahlte die Show nicht live aus, weshalb eine Jury verwendet werden musste, um Punkte zu vergeben. Die Länder werden nach der Startreihenfolge sortiert. Das gelb unterlegte Land zeigt den ersten Platz und damit den Sieger.
| Land                   | Punkte | CH | RU | NL | UK | AT | DE | GR | LT | ES | IE | PL | DK | PT | UA | SE | FI | Votings |
| ---------------------- | ------ | -- | -- | -- | -- | -- | -- | -- | -- | -- | -- | -- | -- | -- | -- | -- | -- | ------- |
| Schweiz                | 0      | –  | –  | –  | –  | –  | –  | –  | –  | –  | –  | –  | –  | –  | –  | –  | –  | 0       |
| Russland               | 72     | –  | –  | 3  | 10 | 3  | 7  | –  | 6  | 4  | 5  | 4  | –  | 8  | 12 | –  | 10 | 11      |
| Niederlande            | 34     | 5  | –  | –  | –  | 7  | 2  | 12 | –  | –  | 2  | 3  | –  | –  | –  | –  | 3  | 7       |
| Vereinigtes Königreich | 18     | –  | –  | –  | –  | –  | –  | 3  | 5  | –  | 7  | –  | 3  | –  | –  | –  | –  | 4       |
| Österreich             | 74     | 7  | 3  | 5  | 2  | –  | 10 | 2  | 3  | 3  | 4  | 6  | 8  | 5  | 5  | 4  | 7  | 15      |
| Deutschland            | 59     | 10 | 5  | 6  | –  | 10 | –  | –  | –  | 7  | –  | 5  | 7  | 6  | 1  | 2  | –  | 10      |
| Griechenland           | 31     | 2  | 4  | 1  | 5  | 4  | 5  | –  | 4  | –  | –  | 2  | 1  | 2  | –  | 1  | –  | 11      |
| Litauen                | 35     | –  | 1  | –  | 6  | –  | –  | 4  | –  | –  | 12 | 1  | –  | 1  | 6  | 3  | 1  | 9       |
| Spanien                | 38     | 6  | 2  | 2  | –  | –  | –  | 7  | –  | –  | –  | –  | –  | 12 | 4  | –  | 5  | 7       |
| Irland                 | 95     | 1  | 10 | 7  | 8  | 6  | 3  | 1  | 8  | 5  | –  | 10 | 12 | 3  | 8  | 7  | 6  | 15      |
| Polen                  | 84     | 4  | 8  | 4  | 7  | 8  | 12 | –  | 1  | 6  | 10 | –  | 4  | –  | 10 | 10 | –  | 12      |
| Dänemark               | 38     | –  | –  | –  | –  | 1  | 1  | 6  | 7  | 2  | 3  | –  | –  | 4  | 2  | 8  | 4  | 10      |
| Portugal               | 74     | 12 | 6  | 8  | 3  | 2  | 8  | 8  | 2  | 12 | –  | –  | 2  | –  | 3  | 6  | 2  | 13      |
| Ukraine                | 121    | 3  | 12 | 10 | 12 | 5  | 6  | 5  | 12 | 8  | 6  | 12 | 6  | 7  | –  | 5  | 12 | 15      |
| Schweden               | 23     | –  | –  | –  | –  | –  | –  | –  | –  | 1  | 1  | 7  | 5  | –  | –  | –  | 8  | 5       |
| Finnland               | 132    | 8  | 7  | 12 | 4  | 12 | 4  | 10 | 10 | 10 | 8  | 8  | 10 | 10 | 7  | 12 | –  | 15      |

### Statistik der Zwölf-Punkte-Vergabe
| Anzahl | Land        | erhalten von                                               |
| ------ | ----------- | ---------------------------------------------------------- |
| 5      | Ukraine     | Finnland, Litauen, Polen, Russland, Vereinigtes Königreich |
| 3      | Finnland    | Niederlande, Österreich, Schweden                          |
| 2      | Portugal    | Schweiz, Spanien                                           |
| 1      | Irland      | Dänemark                                                   |
| 1      | Litauen     | Irland                                                     |
| 1      | Niederlande | Griechenland                                               |
| 1      | Polen       | Deutschland                                                |
| 1      | Russland    | Ukraine                                                    |
| 1      | Spanien     | Portugal                                                   |

### Punktesprecher
Die Punktesprecher gaben die Ergebnisse des Televotings ihrer Länder bekannt.
| Nr. | Land                   | Punktesprecher           |
| --- | ---------------------- | ------------------------ |
| 1   | Schweiz                | Cécile Bähler            |
| 2   | Russland               | Like Kremer              |
| 3   | Niederlande            | Marcus van Teijlingen    |
| 4   | Vereinigtes Königreich | Kirsty Gallacher         |
| 5   | Österreich             | Peter L. Eppinger        |
| 6   | Deutschland            | Alice & Ellen Kessler    |
| 7   | Griechenland           | George Amyras            |
| 8   | Litauen                | Lavija Šurnaitė-Kairienė |
| 9   | Spanien                | Jesús Álvarez Cervantes  |
| 10  | Irland                 | Pamela Flood             |
| 11  | Polen                  | Ewelina Kopic            |
| 12  | Dänemark               | Louise Wolff             |
| 13  | Portugal               | Marta Leite de Castro    |
| 14  | Ukraine                | Svetoslav Vlokh          |
| 15  | Schweden               | Ulrica Bengtsson         |
| 16  | Finnland               | Johanna Pirttilahti      |

## Absagen

### Absagen und daher kein Debüt beim EDC
| Länder                  | Grund und Bemerkung |
| ----------------------- | --- |
| Albanien                | Die Sender der Länder äußerten sich nicht zu einer Teilnahme bzw. Nicht-Teilnahme am Wettbewerb. Schließlich erschienen die Länder nicht auf der Teilnehmerliste für 2007. |
| Andorra                 | Die Sender der Länder äußerten sich nicht zu einer Teilnahme bzw. Nicht-Teilnahme am Wettbewerb. Schließlich erschienen die Länder nicht auf der Teilnehmerliste für 2007. |
| Armenien                | Die Sender der Länder äußerten sich nicht zu einer Teilnahme bzw. Nicht-Teilnahme am Wettbewerb. Schließlich erschienen die Länder nicht auf der Teilnehmerliste für 2007. |
| Aserbaidschan           | Die Sender der Länder äußerten sich nicht zu einer Teilnahme bzw. Nicht-Teilnahme am Wettbewerb. Schließlich erschienen die Länder nicht auf der Teilnehmerliste für 2007. |
| Belgien                 | Die Sender der Länder äußerten sich nicht zu einer Teilnahme bzw. Nicht-Teilnahme am Wettbewerb. Schließlich erschienen die Länder nicht auf der Teilnehmerliste für 2007. |
| Bosnien und Herzegowina | Die Sender der Länder äußerten sich nicht zu einer Teilnahme bzw. Nicht-Teilnahme am Wettbewerb. Schließlich erschienen die Länder nicht auf der Teilnehmerliste für 2007. |
| Bulgarien               | Die Sender der Länder äußerten sich nicht zu einer Teilnahme bzw. Nicht-Teilnahme am Wettbewerb. Schließlich erschienen die Länder nicht auf der Teilnehmerliste für 2007. |
| Estland                 | Die Sender der Länder äußerten sich nicht zu einer Teilnahme bzw. Nicht-Teilnahme am Wettbewerb. Schließlich erschienen die Länder nicht auf der Teilnehmerliste für 2007. |
| Frankreich              | Die Sender der Länder äußerten sich nicht zu einer Teilnahme bzw. Nicht-Teilnahme am Wettbewerb. Schließlich erschienen die Länder nicht auf der Teilnehmerliste für 2007. |
| Georgien                | Die Sender der Länder äußerten sich nicht zu einer Teilnahme bzw. Nicht-Teilnahme am Wettbewerb. Schließlich erschienen die Länder nicht auf der Teilnehmerliste für 2007. |
| Island                  | Die Sender der Länder äußerten sich nicht zu einer Teilnahme bzw. Nicht-Teilnahme am Wettbewerb. Schließlich erschienen die Länder nicht auf der Teilnehmerliste für 2007. |
| Israel                  | Die Sender der Länder äußerten sich nicht zu einer Teilnahme bzw. Nicht-Teilnahme am Wettbewerb. Schließlich erschienen die Länder nicht auf der Teilnehmerliste für 2007. |
| Italien                 | Die Sender der Länder äußerten sich nicht zu einer Teilnahme bzw. Nicht-Teilnahme am Wettbewerb. Schließlich erschienen die Länder nicht auf der Teilnehmerliste für 2007. |
| Kroatien                | Die Sender der Länder äußerten sich nicht zu einer Teilnahme bzw. Nicht-Teilnahme am Wettbewerb. Schließlich erschienen die Länder nicht auf der Teilnehmerliste für 2007. |
| Lettland                | Die Sender der Länder äußerten sich nicht zu einer Teilnahme bzw. Nicht-Teilnahme am Wettbewerb. Schließlich erschienen die Länder nicht auf der Teilnehmerliste für 2007. |
| Malta                   | Die Sender der Länder äußerten sich nicht zu einer Teilnahme bzw. Nicht-Teilnahme am Wettbewerb. Schließlich erschienen die Länder nicht auf der Teilnehmerliste für 2007. |
| Mazedonien              | Die Sender der Länder äußerten sich nicht zu einer Teilnahme bzw. Nicht-Teilnahme am Wettbewerb. Schließlich erschienen die Länder nicht auf der Teilnehmerliste für 2007. |
| Moldau                  | Die Sender der Länder äußerten sich nicht zu einer Teilnahme bzw. Nicht-Teilnahme am Wettbewerb. Schließlich erschienen die Länder nicht auf der Teilnehmerliste für 2007. |
| Monaco                  | Die Sender der Länder äußerten sich nicht zu einer Teilnahme bzw. Nicht-Teilnahme am Wettbewerb. Schließlich erschienen die Länder nicht auf der Teilnehmerliste für 2007. |
| Montenegro              | Die Sender der Länder äußerten sich nicht zu einer Teilnahme bzw. Nicht-Teilnahme am Wettbewerb. Schließlich erschienen die Länder nicht auf der Teilnehmerliste für 2007. |
| Norwegen                | Die Sender der Länder äußerten sich nicht zu einer Teilnahme bzw. Nicht-Teilnahme am Wettbewerb. Schließlich erschienen die Länder nicht auf der Teilnehmerliste für 2007. |
| Rumänien                | Die Sender der Länder äußerten sich nicht zu einer Teilnahme bzw. Nicht-Teilnahme am Wettbewerb. Schließlich erschienen die Länder nicht auf der Teilnehmerliste für 2007. |
| San Marino              | Die Sender der Länder äußerten sich nicht zu einer Teilnahme bzw. Nicht-Teilnahme am Wettbewerb. Schließlich erschienen die Länder nicht auf der Teilnehmerliste für 2007. |
| Serbien                 | Die Sender der Länder äußerten sich nicht zu einer Teilnahme bzw. Nicht-Teilnahme am Wettbewerb. Schließlich erschienen die Länder nicht auf der Teilnehmerliste für 2007. |
| Slowakei                | Die Sender der Länder äußerten sich nicht zu einer Teilnahme bzw. Nicht-Teilnahme am Wettbewerb. Schließlich erschienen die Länder nicht auf der Teilnehmerliste für 2007. |
| Slowenien               | Die Sender der Länder äußerten sich nicht zu einer Teilnahme bzw. Nicht-Teilnahme am Wettbewerb. Schließlich erschienen die Länder nicht auf der Teilnehmerliste für 2007. |
| Tschechien              | Die Sender der Länder äußerten sich nicht zu einer Teilnahme bzw. Nicht-Teilnahme am Wettbewerb. Schließlich erschienen die Länder nicht auf der Teilnehmerliste für 2007. |
| Türkei                  | Die Sender der Länder äußerten sich nicht zu einer Teilnahme bzw. Nicht-Teilnahme am Wettbewerb. Schließlich erschienen die Länder nicht auf der Teilnehmerliste für 2007. |
| Ungarn                  | Die Sender der Länder äußerten sich nicht zu einer Teilnahme bzw. Nicht-Teilnahme am Wettbewerb. Schließlich erschienen die Länder nicht auf der Teilnehmerliste für 2007. |
| Weißrussland            | Die Sender der Länder äußerten sich nicht zu einer Teilnahme bzw. Nicht-Teilnahme am Wettbewerb. Schließlich erschienen die Länder nicht auf der Teilnehmerliste für 2007. |
| Zypern                  | Die Sender der Länder äußerten sich nicht zu einer Teilnahme bzw. Nicht-Teilnahme am Wettbewerb. Schließlich erschienen die Länder nicht auf der Teilnehmerliste für 2007. |

## Übertragung

### Fernsehübertragung
| Land                      | Sender                             | Moderation/Kommentar                                   | Zuschauer           |
| Teilnehmende Länder       | Teilnehmende Länder                | Teilnehmende Länder                                    | Teilnehmende Länder |
| ------------------------- | ---------------------------------- | ------------------------------------------------------ | ------------------- |
| Dänemark                  | DR 1                               | Sisse Fisker & Claus Larsen                            |                     |
| Finnland                  | YLE TV 2                           | Sirpa Suutari-Jääskö & Jaana Pelkonen                  |                     |
| Deutschland               | ARD                                | Peter Urban & Markus Sonyi                             |                     |
| Griechenland              | ERT World (verspätet ausgestrahlt) | Maria Kozakou & Iordanis Pavlidis                      |                     |
| Griechenland              | NET (verspätet ausgestrahlt)       | Maria Kozakou & Iordanis Pavlidis                      |                     |
| Irland                    | RTÉ One                            | Marty Whelan & Michelle Alonzi                         |                     |
| Litauen                   | LRT 1                              | Beata Nicholson & Virginijus Visockas                  |                     |
| Niederlande               | NPO 1                              | Lucille Werner & Cor van de Stroet                     |                     |
| Österreich                | ORF 1                              | Andi Knoll & Nicole Burns-Hansen                       |                     |
| Polen                     | TVP 2                              | Artur Orzech & Zbigniew Zasada                         |                     |
| Portugal                  | RTP 1                              | Isabel Angelino, Alberto Rodrigues & Marco de Camillis |                     |
| Portugal                  | RTP África                         | Isabel Angelino, Alberto Rodrigues & Marco de Camillis |                     |
| Portugal                  | RTP Internacional                  | Isabel Angelino, Alberto Rodrigues & Marco de Camillis |                     |
| Russland                  | Rossija 1                          | Anastasia Zavorotnyuk & Stanislav Popov                |                     |
| Russland                  | RTR Planeta                        | Anastasia Zavorotnyuk & Stanislav Popov                |                     |
| Schweden                  | TV 4                               | David Hellenius & Tony Irving                          |                     |
| Schweiz                   | SF 1                               | Sascha Ruefer & Cécile Bähler                          |                     |
| Schweiz                   | TSI 1                              | Sandy Altermatt & Ruggero Sindico                      |                     |
| Spanien                   | RTVE 1                             | Beatriz Pécker & Joana Subirana                        |                     |
| Spanien                   | RTVE Internacional                 | Beatriz Pécker & Joana Subirana                        |                     |
| Ukraine                   | UA:Pershyi                         | Timur Miroshnychenko & Oleksandra Myshko               |                     |
| Vereinigtes Königreich    | BBC One                            | Len Goodman & Bruno Tonioli                            |                     |
| Nicht teilnehmende Länder |                                    |                                                        |                     |
| Albanien                  | RTSH                               | Leon Menkshi                                           |                     |
| Armenien                  | ARMTV                              | Felix Khacatryan & Hrachuhi Utmazyan                   |                     |
| Bosnien und Herzegowina   | BHRT 1                             | Dejan Kukrić                                           |                     |
| Island                    | RÚV (verspätet ausgestrahlt)       | Eva María Jónsdóttir                                   |                     |
| Israel                    | Channel 1                          | (kein Kommentar)                                       |                     |
| Mazedonien                | MRT                                | Milanka Rašić                                          |                     |
| Weißrussland              | Belarus 1                          | Dmitry Karas & Vladimir Parakhnevich                   |                     |
| Zypern                    | RIK 1                              | Melina Karageorgiou                                    |                     |